# Pálháza
Pálháza é uma cidade da Hungria, situada no condado de Borsod-Abaúj-Zemplén. Tem 6,75 km² de área e sua população em 2019 foi estimada em 1.060 habitantes.